# Пилинский, Георгий Иванович
Пилинский Георгий Иванович (22 декабря 1917, Киев — 29 июля 1993, Кривой Рог, Днепропетровская область) — советский конструктор в области горного дела. Лауреат Государственной премии СССР (1981).

## Биография
Родился 22 декабря 1917 года в Киеве.
В 1941 году окончил Ленинградский институт инженеров водного транспорта. Участник Великой Отечественной войны с июля 1941 года.
В 1946—1956 годах — инженер, начальник отдела проектного института «Кривбасспроект». В 1956—1992 годах — начальник конструкторского отдела, главный инженер проектов, заместитель директора, главный конструктор технического отдела института «Механобрчермет». Участвовал в создании 50 специализированных машин для обогащения руд. Автор 18 научных трудов, 13 свидетельств.
Умер 29 июля 1993 года в городе Кривой Рог Днепропетровской области.

## Награды
- Орден Трудового Красного Знамени;
- Орден Отечественной войны 2-й степени;
- Государственная премия СССР (1981) — за создание и внедрение гаммы обжиговых машин для производства в широких промышленных масштабах окатышей из тонкоизмельчённых железорудных концентратов.